# さいたま市立馬宮西小学校
さいたま市立馬宮西小学校（さいたましりつまみやにししょうがっこう、英: Saitama Municipality Mamiyanishi Elementary School）は、埼玉県さいたま市西区にある日本の公立小学校。さいたま市における荒川の右岸側（西側）に位置する唯一の教育機関である。さいたま市内にある小学校の中で最も児童数が少ない。

## 沿革

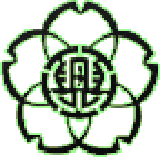
校章。興と文の字があしらわれている。

- 1875年（明治8年）3月 - 植田谷本村新田に興文学校として創立
- 1892年（明治25年）12月 - 第二馬宮尋常小学校と改称[3]
- 1934年（昭和9年）7月 - 校旗制定
- 1938年（昭和13年）4月 - 学校を現在地に移転、やなぎの木（第一世）植樹
- 1941年（昭和16年）3月 - 馬宮西国民学校と改称
- 1955年（昭和30年）1月 - 馬宮村の大宮市合併に伴い大宮市立馬宮西小学校と改称
- 1956年（昭和31年） - PTA結成（総務部、執行部）
- 1972年（昭和47年）5月 - 鉄筋校舎（3階）完成
- 1977年（昭和52年）11月 - プール完成
- 1982年（昭和57年）3月 - 体育館完成
- 1989年（平成元年）10月 - 大宮市教育委員会委嘱「体力向上研究発表会」
- 1992年（平成4年）1月 - 大宮市教育委員会委嘱「生活科研究発表会」
- 1997年（平成9年）1月 - 埼玉県・大宮市教育委員会委嘱「学校教育利用北足立地区研究協議会」
- 1998年（平成10年）11月 - 埼玉県・大宮市教育委員会委嘱「放送教育研究発表会」
- 1999年（平成11年）4月 - 大宮市教育委員会委嘱「同和教育」
- 2001年（平成13年）5月 - 旧浦和市、旧大宮市、旧与野市の合併に伴いさいたま市が成立、さいたま市立馬宮西小学校と改称
- 2001年（平成13年）10月 - さいたま市教育委員会委嘱「文部科学省学校図書館資源共有型モデル地域事業実践協力研究校」
- 2002年（平成14年）5月 - 大宮西警察署指定「幼児・児童交通安全教育推進モデル校」
- 2002年（平成14年）10月 - コンピュータ入れ替え
- 2003年（平成15年）7月 - 管理諸室空調機設置
- 2003年（平成15年）8月 - 桜草用花壇・散水器設置
- 2003年（平成15年）9月 - 会議室の空調設備設置
- 2004年（平成16年）8月 - スロープ工事完成
- 2006年（平成18年）3月 - 正門改修
- 2007年（平成19年）4月 - 学校東側道路スクールゾーン規制開始
- 2007年（平成19年）5月 - さいたま市教育委員会委嘱「動物介在教育」「心の教育」
- 2007年（平成19年）11月 - やなぎの木伐採（体育館前にやなぎの木二世植樹）
- 2010年（平成22年）4月 - さいたま市教育委員会委嘱「基礎学力定着」
- 2011年（平成23年） - 区の花PRエコキャップアート作成（西区の花アジサイ）[4] [5]
- 2015年（平成27年） 11月 - NHK花は咲くプロジェクト「100万人の花は咲く」ミュージックビデオ参加[6]、校長室前にやなぎの木三世植樹
- 2016年（平成28年）4月 - 特別支援学級1クラス新設（なかよし学級）
- 2016年（平成28年）6月 - さいたま市歌「希望（ゆめ）の街」イベントビデオ参加

## 教育方針
21世紀を心豊かに生きる子どもを育てるために、一人ひとりの個性と教育的ニーズを踏まえた適切な指導と支援を通して、豊かな人間性と実践力のある心身ともに健康な児童の育成を図る。下記の学校教育目標およびみんなの合言葉の頭文字を合わせると「まみやにし」（馬宮西）になる。

### 学校教育目標
- まなぶ子（確かな学力、聞く力、表現する力） 『知』
  - 自分の考えを持ち、自分の言葉で正しく表現できる子ども
  - 正しく判断し、行動に移せる子ども
  - 意欲をもって学習に取り組み、確かな学力をもつ子ども
- みとめあう子（人権、情操） 『徳・コミュニケーション』
  - やさしさといたわりの心をもち、豊かな人間関係を築き、ともに生きる喜びを味わえる子ども
  - 正しい言葉づかいやあいさつのできる子ども
  - 地域のよさを知り、地域を愛し、地域に生きる子ども
- やりぬく子（体力の向上、健康、安全） 『体・食』
  - 運動の継続により、基礎的な体力づくりに励む子ども
  - 健康や安全に気を付け、規則正しい生活習慣が身についた子ども
  - 最後まで根気強く物事をやり遂げられる子ども

### みんなの合言葉
- にこにこ
- しっかり

## 学校行事
| - 4月- 入学式、一年生を迎える会、離任式 - 5月- 運動会、 - 6月- 5年舘岩自然の教室林間学校 | - 7月- プール開き - 8月- 夏季休業 - 9月- | - 10月- 6年修学旅行（日光） - 11月- - 12月- | - 1月- - 2月- - 3月- 卒業式 |

## 児童会活動・クラブ活動など

### 委員会活動
- 代表委員会
- 飼育・栽培委員会
- 図書・掲示委員会
- 放送・給食委員会
- 運動・保健委員会

毎月1週目の月曜日に活動

### クラブ活動
- 音楽クラブ
- 室内ゲームクラブ
- スポーツクラブ
- コンピュータクラブ

毎月1週目以外の月曜日に活動

## 著名な卒業生
- 斉藤祐美（第1期生）[7] - 治水翁（じすいおう）と呼ばれ、荒川の治水事業に尽力する。また、治水橋の架設の功労者でもある。

## 通学区域
- 飯田新田
- 植田谷本村新田
- 湯木町
- 塚本町

## 進学先中学校
- さいたま市立馬宮中学校

## 学区内の主な施設
- 馬宮市営団地
- 大宮カントリークラブハウス
- ノーザンカントリークラブ錦ヶ原ゴルフ場

## 交通
- 西武バス 「飯田新田」から徒歩5分
- 西武バス 「船渡橋」から徒歩8分
- 西武バス 「馬宮団地」から徒歩8分
- 西武バス 「治水橋堤防」から徒歩10分